# Nucinella ovalis
Nucinella ovalis is een tweekleppigensoort uit de familie van de Manzanellidae. De wetenschappelijke naam van de soort is voor het eerst geldig gepubliceerd in 1840 door S.V. Wood.